# Aeropuerto Internacional Glacier Park
El Aeropuerto Internacional Glacier Park (IATA: FCA, OACI: KGPI, FAA LID: GPI) es un aeropuerto que atiende a la ciudad de Kalispell en Montana, Estados Unidos. Está ubicado a 6 millas (9,7 km) al noreste de Kalispell. La Dirección Aeroportuaria Municipal de Flathead (Flathead Municipal Airport Authority), una agencia del condado de Flathead, es su dueño y operador. El aeropuerto posee una terminal para pasajeros y dos pistas, y a pesar de su nombre, solo recibe vuelos nacionales. Cinco aerolíneas prestan servicio a Kalispell a julio de 2020.

## Historia

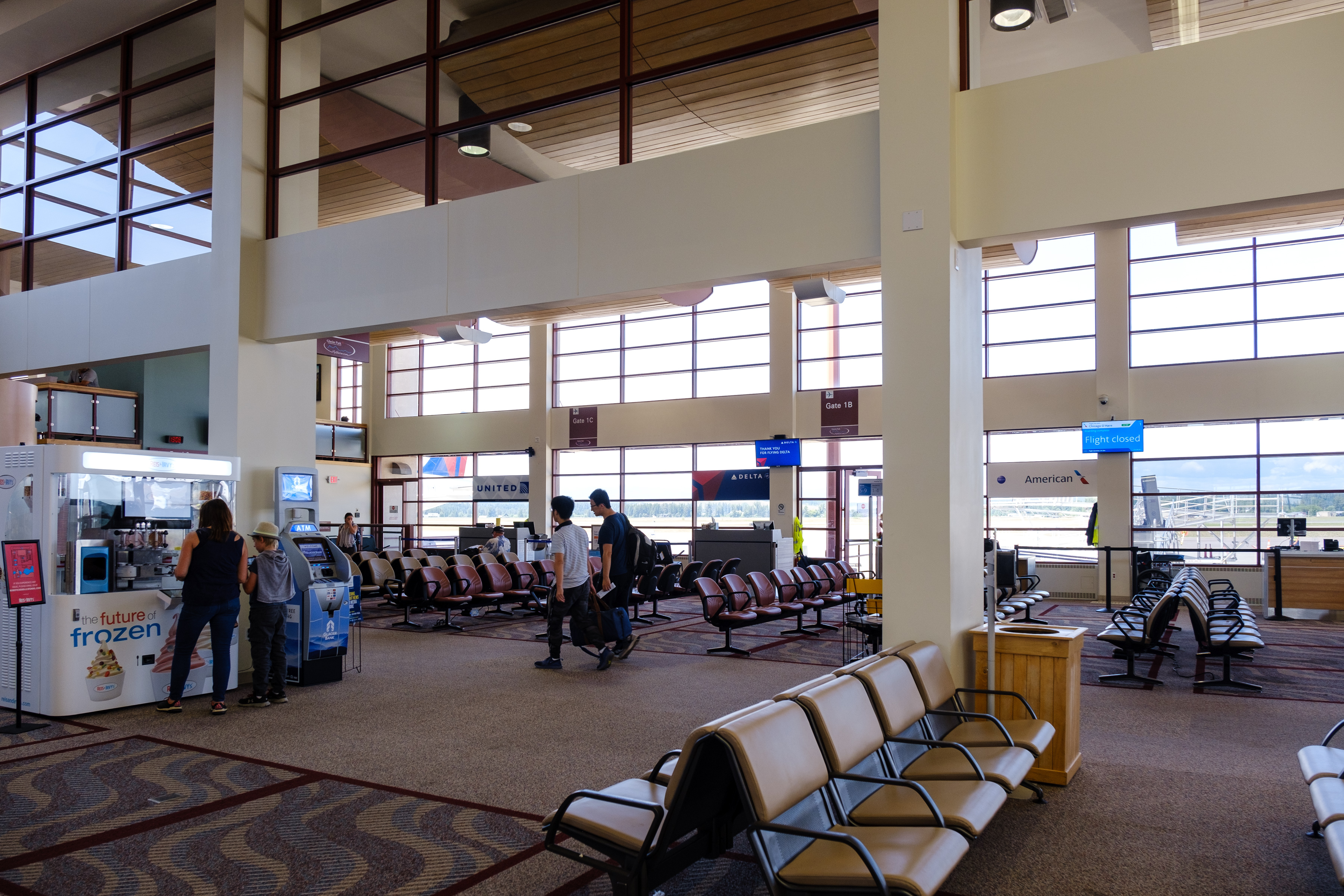
La sala de espera de la primera planta

El aeropuerto abrió en 1942 como el Aeropuerto del Condado de Flathead, y cinco años después se levantó una pequeña terminal hecha de madera con una capacidad para aproximadamente 50 pasajeros. En 1949 hubo una ceremonia para darle la bienvenida al primer vuelo comercial al aeropuerto, que había realizado Northwest Airlines.
Se convirtió en un aeropuerto internacional en la década de 1970 y cambió de nombre a Glacier Park International Airport (Aeropuerto Internacional Glacier Park) para identificarse con el cercano parque nacional de los Glaciares. El primer avión de reacción, un DC-9 de Hughes Airwest, aterrizó en 1972.
Una nueva terminal se estableció en 1981. Una década después, se completó un proyecto de ampliación que incluía fingers para la terminal y una renovación de la pista principal. También se ensancharon las pistas de rodaje. Un proyecto adicional para ampliar la terminal terminó en 1999.
Se está planeando otro proyecto de ampliación, que le añadirá dos puertas y más pasarelas a la terminal, entre otros cambios. La estación de noticias local KPAX informó en febrero de 2020, antes de que la pandemia de enfermedad por coronavirus comenzara a tener un gran impacto en Estados Unidos, que la primera fase empezaría esa primavera.

## Instalaciones
El aeropuerto cuenta con una terminal que tiene cinco puertas de embarque. También dispone de dos pistas, ambas pavimentadas con asfalto; la pista principal va en dirección 2/20 y mide 9007 x 150 pies (2745 x 46 m), mientras que la otra, 12/30, cubre 3510 x 75 pies (1070 x 23 m).

## Aerolíneas y destinos

### Pasajeros

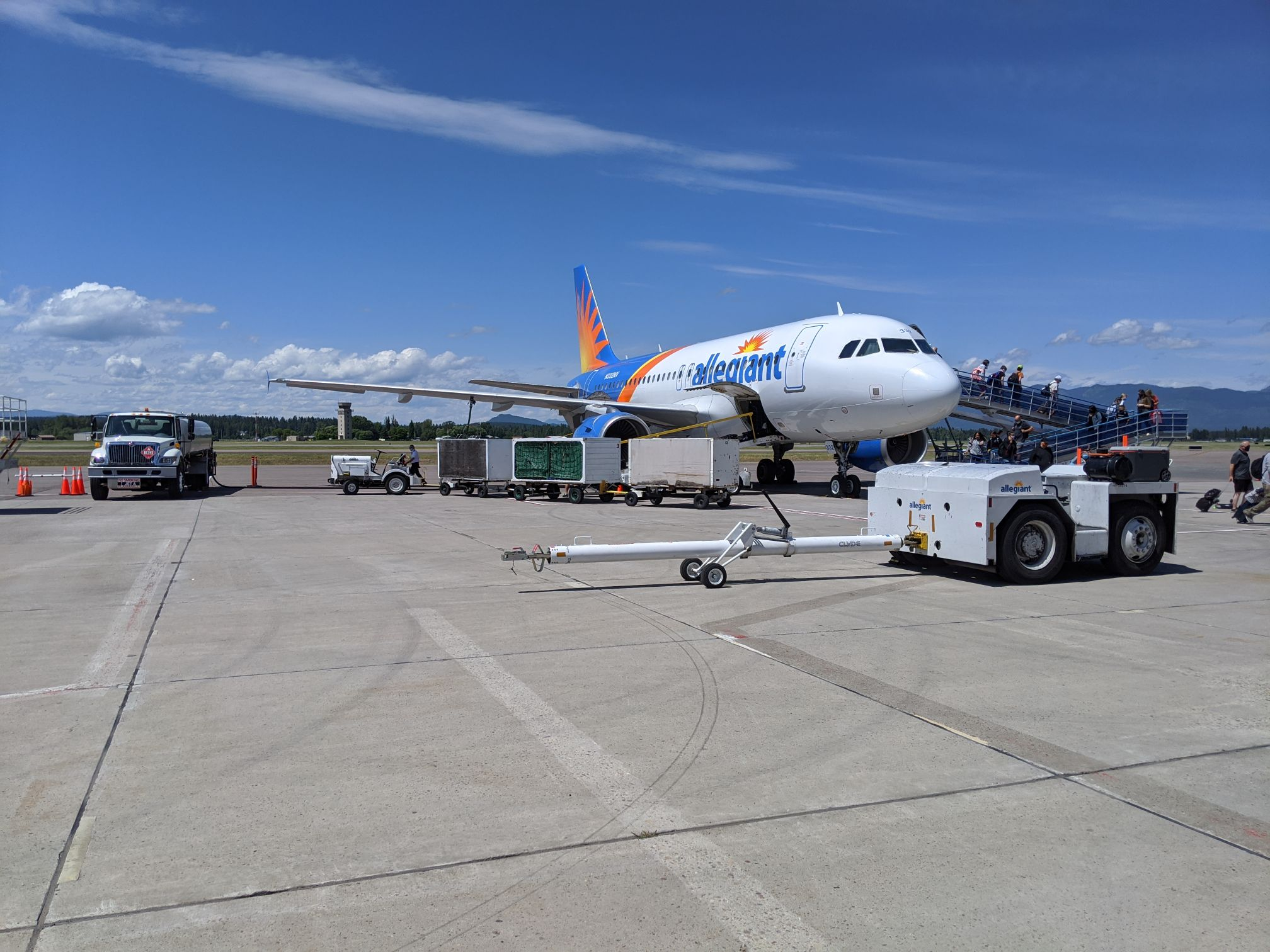
Un Airbus A319 de Allegiant Air estacionado sobre la rampa.

| Aerolíneas           | Destinos                                                            |
| -------------------- | ------------------------------------------------------------------- |
| Alaska Airlines      | Portland (OR), Seattle/Tacoma Estacional: San Diego                 |
| Allegiant Air        | Las Vegas Estacional: Oakland, Phoenix/Mesa                         |
| American Airlines    | Estacional: Chicago–O'Hare, Dallas/Fort Worth, Nueva York–LaGuardia |
| Avelo Airlines       | Estacional: Burbank (finaliza el 30 de agosto de 2025)              |
| Delta Air Lines      | Mineápolis/St. Paul, Salt Lake City                                 |
| Delta Connection     | Salt Lake City                                                      |
| Sun Country Airlines | Estacional: Mineápolis/St. Paul                                     |
| United Airlines      | Denver Estacional: Chicago–O'Hare, Houston–Intercontinental         |
| United Express       | Denver Estacional: Chicago–O'Hare, Los Ángeles, San Francisco       |